# Блэкуотер (река, Ирландия)
Блэкуотер (англ. Blackwater / Munster Blackwater, ирл. Abhainn-mhór / Avonmore — великая река) — река, протекающая через графства Керри, Корк, Уотерфорд в Ирландии. Общая длина — 168 км.

## Гидроним
Блэкуотер, скорее всего, идентичен с рекой, которая в средневековой Ирландии именовалась Нем (др.‑ирл. Néim) и считалась одной из четырнадцати великих рек Ирландии. Современное английское название Blackwater (дословно Чёрная вода) произошло по трём причинам: из-за тёмных вод реки, из-за близости болот и угольных месторождений. Местные жители называют реку Abhainn-mhór / Avonmore, что значит большая или великая река.
В путевых заметках путешественников XIX века сравнивалась с Рейном или Дунаем.

## Описание
До IX века река впадала в Уайтинг Бэй, но из-за сильнейшей бури изменило русло Пришедшие на эти земли норманы в XII веке устроили гражданские и военные поселения у реки. До XVII века здесь располагались главные морские порты Ирландии. С укрупнением кораблей порты потеряли свою ведущую роль из-за мелкого наносного песчаного побережья.
Река берёт начало в горах Макгилликаддис-Рикс в графстве Керри и течёт прямо на восток через графство Уотерфорд, где у деревни Каппокуин резко поворачивает на юг к Кельтскому морю.
Эстуарий реки имеет международное значение и входит под защиту Рамсарской конвенции с 11 июня 1996 года.

### Притоки
- река Обег (англ. Awbeg; ирл. Abha Bheag — малая река),
- река Далуа (англ. Dalua; ирл. Abhainn Dalua),
- река Брайд (англ. Bride; ирл. An Bhríd),
- река Аллоу (англ. Allow; ирл. Abhainn Ealla),
- река Араглин (англ. Araglin; ирл. An Airglinn),
- река Финноу (англ. Finnow; ирл. Fhionnabha — чистая река),
- река Фаншн (англ. Funshion; ирл. Abhainn na Fuinseann — пепельная река).

### Поселения
На берегах реки стоят следующие населённые пункты: города Йол, Лисмор, Фермой, Маллоу, деревни Каппокуин и Ратмор.

## Отдых
Блэкуотер является местом обитания и нереста форели и лосося (февраль-сентябрь). Рыбная ловля здесь дорогое удовольствие.
На реке развито судоходство (на 11 км), каякинг (8 км). Река протекает в живописных местах: леса, насыпи камней, болото, дикие и проложенные дорожки.